# Miss Intercontinental 2008
Miss Intercontinental 2008 fue la trigésima séptima (37.ª) edición del certamen Miss Intercontinental, correspondiente al año 2008; la cual se llevó a cabo el 25 de octubre en Zabrze, Polonia. Candidatas de 57 países y territorios autónomos compitieron por el título. Al final del evento, Nancy Afiouny, Miss Intercontinental 2007 de Líbano, coronó a Cristina Lucía Camargo de la Rans, de Colombia, como su sucesora.

## Resultados
| Posiciones                 | Candidata |
| -------------------------- | --- |
| Miss Intercontinental 2008 | - Colombia - Cristina Lucía Camargo de la Rans |
| Primera Finalista          | - Polonia - Milena Lutrzykowska |
| Segunda Finalista          | - Bielorrusia - Lyubov Yakovina |
| Top 5                      | - República Checa - Aneta Sychrová - Venezuela - María Gabriela Garmendia Sandoval |
| Top 15                     | - Brasil - Vanessa Cristina Guimarães de Morais - Canadá - Jenna Lee Creelman - Corea del Sur - Park Eun-sil - Escocia - Alison Achenson - Georgia - Khatuna Skhirtladze - México - Yadira Patiño Cardozo - Serbia - Sara Trajanovic - Seychelles - Sophia Marie Praslinois - Sudáfrica - Petronella Elizabeth Noelé Joubert - Ucrania - Krystyna Palianova |

### Reinas Continentales
| Continente     | Candidata                                       |
| -------------- | ----------------------------------------------- |
| África         | - Seychelles - Sophia Marie Praslinois          |
| América        | - Brasil - Vanessa Cristina Guimarães de Morais |
| Asia y Oceanía | - Singapur - Lilian Lee                         |
| Caribe         | - República Dominicana - Florelisa de Jesús     |
| Europa         | - Bielorrusia - Lyubov Yakovina                 |

## Premiaciones
| Premio               | Candidata                          |
| -------------------- | ---------------------------------- |
| Miss Simpatía        | - Tailandia - Peerada Kajonmalee   |
| Miss Fotogénica      | - Ucrania - Krystyna Palianova     |
| Mejor Traje Nacional | - Georgia - Khatuna Skhirtladze    |
| Mejor Cuerpo         | - República Checa - Aneta Sychrová |

## Candidatas
57 candidatas compitieron por el título:
(En la tabla se utiliza su nombre completo, los sobrenombres van entrecomillados y los apellidos utilizados como nombre artístico, entre paréntesis; fuera de ella se utilizan sus nombres «artísticos» o simplificados).
| País/Territorio                 | Candidata                            |
| ------------------------------- | ------------------------------------ |
| Afganistán                      | Mariam Noori                         |
| Alemania                        | Linda Leiste                         |
| Armenia                         | Viktoria Misakyan                    |
| Austria                         | Anastasia Abasova                    |
| Bielorrusia                     | Lyubov Yakovina                      |
| Bolivia                         | Nardy Sosa Zambrana                  |
| Bosnia y Herzegovina            | Diana Zivanovic                      |
| Brasil                          | Vanessa Cristina Guimarães de Morais |
| Bulgaria                        | Elizabeth Krumova                    |
| Canadá                          | Jenna Lee Creelman                   |
| Colombia                        | Cristina Lucía Camargo de la Rans    |
| Corea del Sur                   | Park Eun-sil                         |
| Escocia                         | Alison Achenson                      |
| España                          | Carmín Martínez Marrero              |
| Estonia                         | Kersten Liba                         |
| Francia                         | Alexandra Uhan                       |
| Gales                           | Sonam Keur                           |
| Georgia                         | Khatuna Skhirtladze                  |
| Grecia                          | Marianna Loubranou                   |
| Guadalupe                       | Joella Hurez                         |
| Haití                           | Sugeidy Castillo Pérez               |
| Hungría                         | Ágnes Dobó                           |
| India                           | Sonia Jain                           |
| Inglaterra                      | Sophie Anderson                      |
| Irak                            | Gülstan Mohammed                     |
| Islandia                        | Emma Lovisa Fjelsted                 |
| Italia                          | Olga Kudryavtseva                    |
| Jordania                        | Serihan Marouni                      |
| Kazajistán                      | Elena Antonova                       |
| Kenia                           | Mary Katanu                          |
| Kirguistán                      | Ekaterina Schäfer                    |
| Letonia                         | Viktorija Drizjonoka                 |
| Líbano                          | Sheila Maroun                        |
| Lituania                        | Birute Ghosn                         |
| Macedonia                       | Diana Kirilova                       |
| Malta                           | Janice Bezzina                       |
| Martinica                       | Julie Cardot                         |
| México                          | Yadira Patiño Cardozo                |
| Noruega                         | Sandra Lura                          |
| Países Bajos                    | Marijke de Vries                     |
| Polonia                         | Milena Lutrzykowska                  |
| Portugal                        | Yasmeira Molina                      |
| República Checa                 | Aneta Sychrová                       |
| República Democrática del Congo | Bijoux Nyota                         |
| República Dominicana            | Florelisa de Jesús                   |
| República Eslovaca              | Petra Nezvalova                      |
| Rumania                         | Loredana Barbudin                    |
| Rusia                           | Elena Nikolaeva                      |
| Serbia                          | Sara Trajanovic                      |
| Seychelles                      | Sophia Marie Praslinois              |
| Singapur                        | Lilian Lee                           |
| Sudáfrica                       | Petronella Elizabeth Noelé Joubert   |
| Suecia                          | Charlotte Gilde                      |
| Tailandia                       | Peerada Kajonmalee                   |
| Taiwán                          | Fang-Hsi Hsu                         |
| Ucrania                         | Krystyna Palianova                   |
| Venezuela                       | María Gabriela Garmendia Sandoval    |

## Datos acerca de las delegadas
Algunas de las delegadas del Miss Intercontinental 2008 han participado en otros certámenes internacionales de importancia:
- Viktoria Misakyan (Armenia) participó sin éxito en Miss Young Internacional 2007.
- Jenna Lee Creelman (Canadá) participó sin éxito en Miss Model of the World 2009.
- Cristina Lucía Camargo de la Rans (Colombia) fue ganadora de Reina Bolivariana 2008.
- Khatuna Skhirtladze (Georgia) participó sin éxito en Miss Mundo 2008.
- Sugeidy Castillo Pérez (Haití) fue semifinalista en Top Model of the World 2008/2009 representando a República Dominicana.
- Yadira Patiño Cardozo (México) participó sin éxito en Miss Atlántico Internacional 2008.
- Petronella Elizabeth Noelé Joubert (Sudáfrica) participó sin éxito en Miss Friendship Internacional 2009.
- Krystyna Palianova (Ucrania) participó sin éxito en Miss Globe Internacional 2009.

## Sobre los países en Miss Intercontinental 2008

### Naciones debutantes
| - Afganistán - Irak - Jordania | - Kirguistán - Lituania - República Democrática del Congo |

### Naciones que regresan a la competencia
Compitió por última vez en 1983:
- Portugal

Compitió por última vez en 1998:
- Macedonia

Compitió por última vez en 2001:
- Bulgaria

Compitieron por última vez en 2004:
- Países Bajos
- Rusia
- Taiwán

Compitieron por última vez en 2005:
- Armenia
- Austria
- Bosnia y Herzegovina
- España
- Estonia
- Georgia
- Haití
- India
- Islandia
- Letonia
- Noruega
- Singapur
- Suecia

Compitieron por última vez en 2006:
- Bolivia
- Canadá
- Martinica
- México
- República Dominicana

### Naciones ausentes
Australia,  Bahamas,  Costa Rica,  Curazao,  Egipto,  Estados Unidos,  Etiopía,  Finlandia,  Isla de Margarita,  Mauricio,  Panamá,  Suiza,  Turquía y  Zambia no enviaron una candidata este año.